# Fantasmagoría

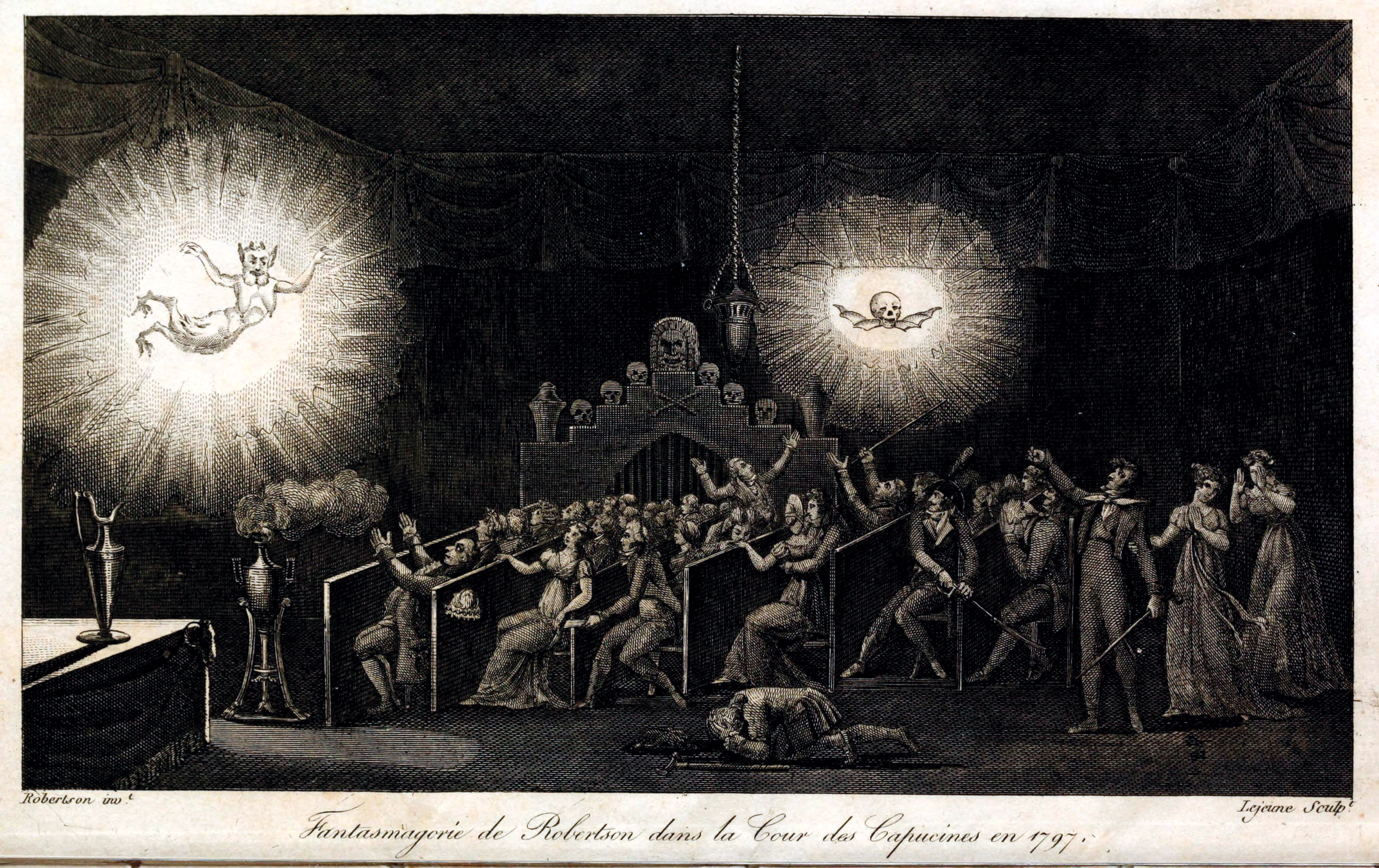
Mémoires récréatifs, scientifiques et anecdotiques du physicien-aéronaute E.G. Robertson (vol. 1, primera página, 1831; representa una sesión ofrecida en París en 1797).

Fantasmagoría fue un arte de representación con ilusiones ópticas, creada por Robertson a finales del siglo xviii. Podría definirse como un tipo de teatro de terror que, entre otras técnicas, usaba una o más linternas mágicas para proyectar imágenes como esqueletos, demonios y fantasmas sobre paredes, humo o pantallas semitransparentes, generalmente utilizando una proyección trasera para mantener la linterna fuera de la vista. Se utilizaron proyectores portátiles o móviles, lo que permitió que la imagen proyectada se moviera y cambiara de tamaño en la pantalla, y los dispositivos de proyección múltiples permitieron el cambio rápido de diferentes imágenes (esta capacidad de animar y ampliar o reducir una imagen por medio de manipulaciones ópticas marcó una evolución respecto al concepto de cuadro). En muchos espectáculos, el uso de decoración espeluznante, oscuridad total, presentación verbal auto-sugestiva y efectos de sonido también fueron elementos clave. Algunos programas agregaron otros tipos de estimulación sensorial, incluidos olores y descargas eléctricas. Incluso en las sesiones ofrecidas por el alemán Johan Georg Schröpfer el ayuno requerido, la fatiga (espectáculos tardíos) y pociones se han mencionado como métodos para garantizar que los espectadores estuvieran más convencidos de lo que vieron. Los espectáculos comenzaron bajo la apariencia de sesiones de espiritismo reales en Alemania a fines del siglo xviii, y ganaron popularidad en la mayor parte de Europa (especialmente en Inglaterra) en los inicios del siglo xix.

## Etimología
Fantasmagoría, acentuado en español, significaba originalmente "arte de hablar en público con fantasmas". El término procede del francés "phantasmagorie" (que no se acentúa, como tampoco en inglés), y este a su vez del griego antiguo "φάντασμα" (phántasma, "fantasma") y posiblemente "αγορά" (agorá, "asamblea, reunión") junto al sufijo -ia o "ἀγορεύω" (agoreúō, "hablar en público").
Paul Philidor anunció su espectáculo de apariciones de fantasmas y evocación de sombras de personas famosas como "Phantasmagorie" en el periódico parisino Affiches, annonces et avis divers del 16 de diciembre de 1792. Alrededor de dos semanas antes, el término había sido el título de una carta de un tal ‘ALM’, publicada en el «Magazin Encyclopédique». El término propuesto en aquella carta promovió el nombre final del espectáculo, que antes en Viena (marzo de 1790) Phylidor había anunciado como "Phantasmorasi". 
La variación inglesa "Phantasmagoria" se introdujo como el título de la exposición de ilusiones ópticas y piezas de arte mecánicas de M. De Philipsthal en Londres en 1801. Se cree que De Philipsthal y Phylidor fueron la misma persona.

## Historia
La fantasmagoría fue una pieza muy popular de entretenimiento tanto para los niños como para los adultos. Su popularidad se disparó en toda Europa, en Alemania en particular y no tanto en Francia a finales del siglo XVIII y la mantuvo hasta la década de 1830. Nacido de una combinación de los juegos de sombras, la linterna mágica y el deseo de engañar o truco, la fantasmagoría podría considerarse el antepasado de la película de terror. Su propósito básico era asustar la audiencia con evocaciones de la muerte y el más allá. Las técnicas incluyen el uso de humo, el juego de sombras, el uso de dos o más linternas mágicas y el uso de espejos.

### Anterior a 1750
Se cree que algunos avistamientos antiguos de dioses y espíritus fueron conjurados por medio de espejos (cóncavos), cámaras oscuras o proyecciones de linterna mágica. En el siglo XVI, las ceremonias nigrománticas y el conjuro de apariciones fantasmales por "magos" y "brujas" parecían comunes. En su libro de 1613 Opticorum Libri Sex, el matemático, físico y arquitecto jesuita belga François d'Aguilon describió cómo algunos charlatanes engañaban a las personas con su dinero al afirmar que conocían la nigromancia y que levantaban los espectros del demonio del infierno mostrandóselos dentro de una habitación oscura. La imagen de un asistente con una máscara del diablo se proyectaba a través de una lente hacia la habitación oscura, asustando a los espectadores.

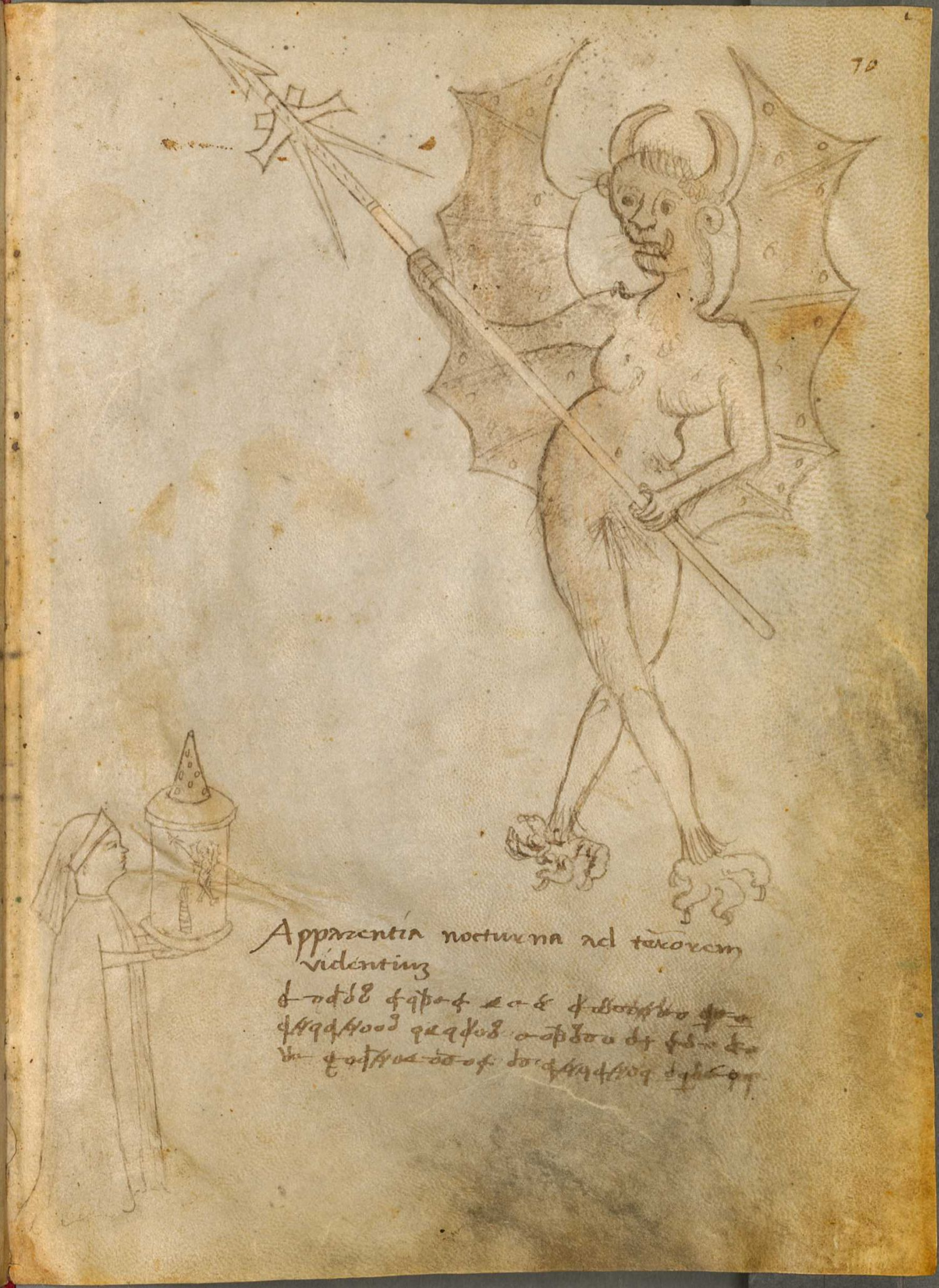
Giovanni Fontana (probablemente) ca. 1420 apparentia nocturna ad terrorem videntium.

Las primeras imágenes que se sabe que se proyectaron con linternas fueron la Muerte, el infierno y monstruos:
El dibujo de 1420 de Giovanni Fontana mostraba una linterna proyectando un demonio femenino alado.
Atanasio Kircher advirtió en su edición de 1646 de "Ars Magna Lucis et Umbrae" que las personas impías podrían abusar de su sistema estenográfico de proyección con espejo, pintando una imagen del diablo en el espejo y proyectándolo en un lugar oscuro para obligar a la gente a llevar a cabo acciones perversas. Su alumno, Gaspar Schott, más tarde convirtió esto en la idea que este sistema podría usarse para evitar que la gente atea cometiera muchos pecados, si una imagen del diablo fuera pintada en el espejo y arrojada a un lugar oscuro.
En 1659, el inventor Christiaan Huygens dibujó varias fases de la Muerte quitándose el cráneo del cuello y volviéndolo a poner, que eran bocetos destinados a una proyección con lo que probablemente fue la primera linterna mágica.

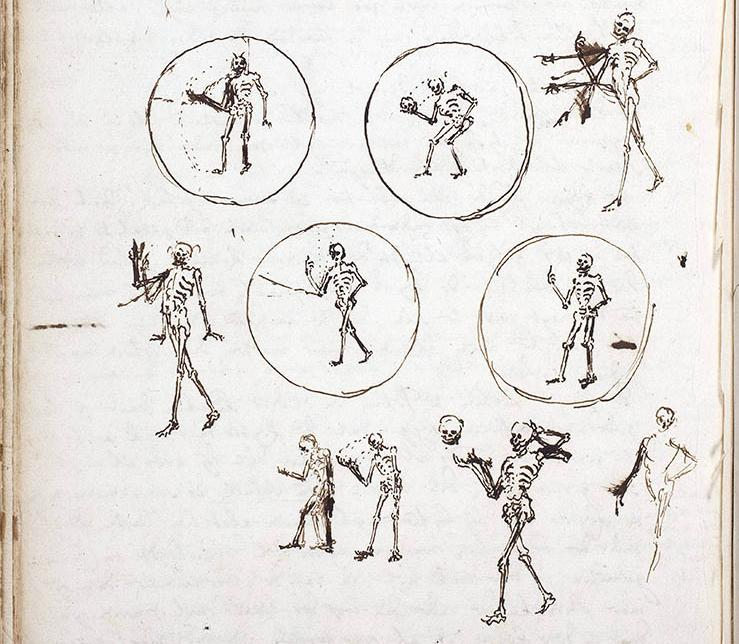
Bocetos de Huygens (1659) sobre un proyecto de la Muerte quitándose la cabeza.

Uno de los contactos de Christiaan Huygens le escribió en 1660: "El buen Kircher siempre está haciendo trucos con el imán en la galería del Collegium Romanum: si supiera sobre la invención de la Linterna seguramente asustaría a los cardenales con espectros.".
El espectáculo de linterna de Thomas Rasmussen Walgensten en 1664, llevó a Pierre Petit a llamar al dispositivo "lanterne de peur" (linterna de miedo). En 1670, Walgensten proyectó una imagen de la Muerte ante la corte del rey Federico III de Dinamarca.
En 1668, Robert Hooke escribió sobre un tipo de instalación de linterna mágica: "Produce efectos no solo muy agradables, sino que aquellos que no conocen la invención de manera maravillosa, los no muy versados en óptica, que deberían ver las diversas apariciones y desapariciones, los movimientos, cambios y acciones que pueden ser representados de esta manera, fácilmente creerían que son sobrenaturales y milagrosos.".
En la segunda edición de 1671 de Ars Magna Lucis et Umbrae de Kircher, la linterna mágica se ilustró con proyecciones de la Muerte y una persona en el purgatorio o el fuego del infierno. Kircher sugirió en su libro que una audiencia se sorprendería más por la aparición repentina de imágenes si la linterna estuviera escondida en una habitación separada, por lo que la audiencia ignoraría la causa de su aparición. Según la leyenda, Kircher usó en secreto la linterna por la noche para proyectar la imagen de la Muerte en las ventanas de los apóstatas para asustarlos de vuelta a la iglesia, pero esto probablemente se basa en la sugerencia de Gaspar Schott (ver arriba).
En 1672, el médico y numismático francés Charles Patin quedó muy impresionado con el espectáculo de linterna que "Monsieur Grundler" (Griendel) realizó para él en Nuremberg: "Incluso agita las sombras a su gusto, sin la ayuda del inframundo(...) Mi estima por su conocimiento no pudo evitar mi miedo, creí que nunca había un mago más grande que él en el mundo. Experimenté el paraíso, experimenté el infierno, experimenté espectros. Tengo cierta constancia, pero habría dado voluntariamente una mitad para salvar la otra". Después de estas apariciones, Griendel mostró otros temas en esta actuación, incluyendo aves, un palacio, una boda rural y escenas mitológicas. La descripción elaborada de Patin de un espectáculo de linterna parece ser la más antigua en contener más que imágenes aterradoras.
Mientras que las diapositivas y las descripciones de los espectáculos de linterna de las décadas siguientes incluían todo tipo de temas, las imágenes de terror seguían siendo populares.

### Finales delsigloXVIII
Las últimas décadas del siglo XVIII vieron el surgimiento de la era del Romanticismo. Había una obsesión con lo extraño y lo sobrenatural. Este movimiento prefería elementos de lo extraño e irracional, e incluía el surgimiento de la novela gótica. El interés popular en tales temas explica el aumento y, más específicamente, el éxito de la fantasmagoría.
La linterna mágica era un buen medio para proyectar fantasías, ya que sus imágenes no eran tan tangibles como en otros medios. Como se creía que los demonios eran incorpóreos, la linterna mágica podía producir representaciones muy adecuadas. 
Cuando los magos comenzaron a usar la linterna mágica en los espectáculos, se crearon algunos efectos especiales. El médico francés, inventor y fabricante de aparatos de magia e instrumentos científicos, Edmé-Gilles Guyot, describió varias técnicas en su libro de 1770, "Nouvelles récréations physiques et mathématiques", incluida la proyección de fantasmas sobre el humo.
En la década de 1770, François Dominique Séraphin desarrolló sus "Ombres Chinoises" (sombras chinas), una forma de juego de sombras e introdujo algunas técnicas que luego se usarían en espectáculos de fantasmagoría. 

### Johann Georg Schröpfer
A principios de la década de 1770 en Leipzig, Alemania, el propietario de una cafetería, charlatán, nigromante y líder de una logia francmasónica independiente, Johann Georg Schrepfer (o Schröpfer), realizó sesiones espiritistas y experimentos nigrománticos para su logia masónica. Para la típica actividad nigromántica, a sus seguidores se les pidió ayunar durante 24 horas y se les sirvió una ensalada (posiblemente narcotizada) y mucho ponche antes del comienzo de las sesiones de medianoche en una habitación oscura con un altar cubierto de negro. Un Schrepfer con túnica realizaba los rituales y exigía a sus seguidores que permanecieran sentados en una mesa o se enfrentarían a terribles peligros si no lo hacían. Hizo uso de una mezcla de simbolismo masónico, católico y cabalístico, incluyendo calaveras, un círculo de tiza en el piso, agua bendita, incienso y crucifijos. Se decía que los espíritus que levantaba eran claramente visibles, flotaban en el aire, vaporosos y a veces gritaban terriblemente. Lo más destacado de su carrera fue una sesión para la corte en el palacio de Dresde a principios del verano de 1774. Este evento fue lo suficientemente impresionante como para ser descrito más de un siglo después en Alemania y Gran Bretaña. Las apariciones supuestamente planteadas por Schrepfer a través de los años incluyen a Federico III, Elector de Sajonia, los decapitados "traidores" daneses Johann Friedrich Struensee y Enevold Brandt con sus cabezas en sus manos, y el último Gran Maestro de los Caballeros Templarios, Jacques de Molay. Durante una sesión espiritista en Dresde, Schrepfer ordenó al espíritu de De Molay que trajera una carta a un compañero en Frankfurt. De Molay obedeció y supuestamente regresó media hora más tarde con una respuesta firmada en Frankfurt por el compañero. Otro espíritu apareció envuelto en llamas pidiéndole a Schrepfer que no lo torturara así. En la madrugada del 8 de octubre de 1774, se informó que Schrepfer se suicidó con una pistola en un parque con cinco amigos presentes. Según la leyenda, fue víctima de ilusiones acerca de sus habilidades nigrománticas y estaba convencido de que podría resucitar después. Sin embargo, hay varios indicios de que en realidad pudo haber sido asesinado.
La mayoría de los espectadores de las sesiones de Schrepfer estaban convencidos de que las apariciones que vieron eran reales. Nunca se ha encontrado una evidencia clara de engaño, pero los críticos han descrito varias sospechas. Las técnicas utilizadas por Schrepfer para sus elaborados efectos incluyen: actores que actúan como los fantasmas, ventriloquia, tubos ocultos, sonidos de armónica de vidrio, humo aromático, proyecciones de cámara oscura y/o proyecciones de linterna mágica sobre el humo y proyecciones de espejo cóncavo.
Schrepfer había sido amigo del farmacéutico y masón Johann Heinrich Linck the Younger y regularmente realizaba reuniones en la casa del jardín de Linck. Aquest podría haber estado ayudando a Schrepfer con pociones y productos químicos y también sabía sobre el funcionamiento de dispositivos ópticos y acústicos. Linck poseía una linterna mágica que estaba decorada con un crucifijo y una calavera con alas. 
Poco después de la muerte de Schrepfer hubo un auge de publicaciones atacando o defendiendo su supuesta capacidad de crear fantasmas, expandiendo la fama de Schrepfer en toda Europa. Varias publicaciones incluyeron explicaciones de técnicas que podría haber utilizado para conjurar apariciones, lo que inspiró a varias personas a recrear las sesiones de Schrepfer. Christlieb Benedikt Funk, profesor de Física en la Universidad de Leipzig fue posiblemente el primero en recrear públicamente tales manifestaciones de levantamiento de fantasmas, pero las autoridades de la universidad le ordenaron detenerse.

### Phycisist Phylidor
El mago "Phycisist Phylidor", también conocido como "Paul Filidort" y probablemente el mismo que Paul de Philipsthal, creó lo que pudo haber sido el primer espectáculo de fantasmagoría verdadera en 1790. Después de una primera sesión fantasmal en Berlín en 1789 enfrentó acusaciones de fraude y fue expulsado de Prusia. Entonces, Phylidor comenzó a comercializar sus espectáculos nigrománticos como un arte que revelaba cómo los charlatanes engañaban a sus audiencias. Su espectáculo mejorado, probablemente haciendo uso de la lámpara Argand recientemente inventada, fue un éxito en Viena desde 1790 hasta 1792. Phylidor promocionó estos espectáculos como "Schröpferischen, y Cagliostoischen Geister-Erscheinungen" (Schröpfer-esque y Cagiostro-esque apariciones fantasmales) y como "Phantasmorasi". 
Desde diciembre de 1792 hasta julio de 1793, "Paul Filidort" presentó su "Phantasmagorie" en París, probablemente usando el término por primera vez. Se supone que Etienne-Gaspard Robert visitó uno de estos espectáculos.
En 1801, una producción de fantasmagoría de Paul de Philipsthal se estrenó en el Lyceum Theatre de Londres, en Strand, donde se convirtió en un gran éxito.

### Étienne-Gaspard Robert (Robertson)
Étienne-Gaspard Robert fue un inventor y físico belga conocido por sus pioneras producciones fantasmagóricas. Le acreditan para acuñar la palabra fantascope, y referirían a todas sus linternas mágicas por este término. El fantascopio no era una linterna mágica que podía sostenerse a mano, sino que requería que alguien se parara junto a ella y moviera físicamente todo el espectrocopio más cerca o más allá de la pantalla. A menudo eliminaba todas las fuentes de luz durante sus presentaciones para arrojar imágenes a la audiencia en total oscuridad por varios minutos a la vez. Robert también cerraría las puertas del teatro para que ningún miembro de la audiencia pudiera salir del programa una vez que hubiera comenzado. También era conocido por incluir múltiples efectos de sonido en su programa, como aplausos, campanas y fantasmas. Robertson pasaría sus diapositivas de cristal a través de una capa de humo mientras estaban en su fantascopio, con el fin de crear una imagen que parecía desenfocada. Junto con el humo, también movería la mayoría de sus portaobjetos de vidrio a través de su fantascopio muy rápidamente para crear la ilusión de que las imágenes se estaban moviendo realmente en la pantalla. 
En 1793, Étienne-Gaspard Robert asistió a un nuevo espectáculo de linterna mágica de Paul Philidor (entonces bajo el nombre de Paul de Philippsthal). Con sus conocimientos de óptica, Robertson se dio cuenta del potencial de aquello que se convertiría en la fantasmagoría. Los nuevos adelantos tecnológicos se combinaron con sus habilidades en la pintura y la espectacularidad, esto fue el desarrollo previo al cine de terror.
La fantasmagoría se inició en las experiencias generales de física experimental: galvanismo, el magnetismo y demostraciones usando electricidad. A los efectos visuales se les añadían efectos acústicos creados por armónicas o el gong en los momentos más fuertes del espectáculo, como por ejemplo, cuando aparece la cabeza de Medusa, que da la impresión de saltar sobre el público. Los efectos de sonido eran producidos por un instrumento que imita la lluvia, el viento, el huracán y truenos. Por la atmósfera, el olor de incienso se difundía con el espectáculo.
La primera "Fantasmagoría" de Robertson fue presentada en 1797 en el Pavillon de l'Echiquier en París. La atmósfera macabra en la ciudad posrevolucionaria fue perfecta para la extravagancia gótica de Robert con creaciones elaboradas y decoración de novela goticista.

Después de descubrir que podía colocar la linterna mágica sobre ruedas para crear una imagen en movimiento o una que aumentaba y disminuía de tamaño, Robertson movió su espectáculo. Situó su entretenimiento en la cocina abandonada del claustro de un convento capuchino (que decoró para parecerse a una capilla subterránea) cerca de la Plaza Vendôme. Organizó fantasmas, utilizando varias linternas, efectos especiales de sonido y la extraña atmósfera de la tumba. Este espectáculo duró seis años, principalmente por el atractivo de lo sobrenatural para los parisinos que estaban lidiando con las convulsiones como resultado de la Revolución Francesa. Robertson utilizó principalmente imágenes rodeadas de negro para crear la ilusión de fantasmas que flotan libremente. También utilizaría múltiples proyectores, establecidos en diferentes lugares, para colocar los fantasmas en entornos. Por ejemplo, uno de sus primeros espectáculos de fantasmagoría mostraba un cielo lleno de rayos con fantasmas y esqueletos que retrocedían y se acercaban a la audiencia. Para aumentar el horror, Robertson y sus asistentes a veces creaban voces para los fantasmas. A menudo, el público olvidó que estos eran trucos y estaban completamente aterrorizados:
"Solo estoy satisfecho si mis espectadores, temblando y estremeciéndose, levantan la mano o se cubren los ojos por miedo a que los fantasmas y los demonios corran hacia ellos".
— Étienne-Gaspard Robert
De hecho, muchas personas estaban tan convencidas de la realidad de sus espectáculos que la policía detuvo temporalmente el proceso, creyendo que Robertson tenía el poder de resucitar a Luis XVI. Una vez que el programa regresó, Robertson volvió a estar expuesto a la ley, esta vez en forma de demanda contra sus antiguos asistentes que habían comenzado sus propios espectáculos de fantasmagoría utilizando sus técnicas. Fue esta demanda en 1799 en la que se le exigió a Robertson revelar sus secretos al público y los espectáculos de linterna mágica aparecieron poco después en Europa y en los Estados Unidos, aunque muchos no fueron tan elaborados como los de Robertson.

### España
Las fantasmagorías llegaron a España en marzo de 1807, cuando se llevaron a cabo diversas representaciones, como durante septiembre de 1809 y diciembre de 1811. En los años 1812 y 1813 no aparece ningún anuncio sobre este tipo de espectáculos, pero, reaparecerán en enero de 1814. Las crónicas del Diario de Madrid, aportan información sobre las fechas en las que se realizaron fantasmagorías y los lugares: Calle Fuencarral; Calle de Santa Isabel; Calle de la Victoria... Los responsables de estas fantasmagorías también aparecen citados: Bernardino de Rueda, discípulo del famoso Giuseppe Pineti; o Juan González Mantilla, profesor de física experimental y mecánica. De esta forma, cuando Robertson llegó al madrileño Teatro del Príncipe en enero de 1821 con sus fantasmagorías, se encontró con un público que conocía y valoraba la naturaleza de su espectáculo.

### Otras invenciones
Thomas Young propuso un sistema que podría mantener enfocada la imagen proyectada por una linterna en un carrito pequeño con varillas que ajustan la posición de la lente cuando el carrito se acerca más o menos lejos de la pantalla.
John Evelyn Barlas era un poeta inglés que había escrito para varios espectáculos de fantasmagoría a finales de la década de 1880. Usó el seudónimo Evelyn Douglas para la mayoría de las obras escritas para fantasmagorías. Escribió varios trabajos diferentes, la mayoría de ellos enfocados en la idea de sueños y pesadillas. Algunas de sus obras incluyen Dreamland, A Dream of China y Dream Music. Su trabajo es conocido por incluir descripciones extravagantes de configuraciones con múltiples colores. La mayor parte del trabajo de Barlas también menciona llamas y fuego. Las llamas están destinadas a representar el ardor de las emociones entrelazadas en los poemas de Barlas, y encajan perfectamente dentro del reino de la fantasmagoría.

En la década de 1840, la fantasmagoría ya estaba pasada de moda, aunque el uso de proyecciones todavía se empleaba, solo que en diferentes ámbitos:
"... aunque la fantasmagoría era esencialmente una forma de entretenimiento en vivo, estos programas también usaron proyectores en formas que anticipaban los movimientos de la cámara de cine del siglo XX: el "zoom", "disolver", el "travelling" y la "superposición".
— Mervyn Heard

## Fantoscope
Robertson leyó las obras del erudito del siglo XVII Athanasius Kircher y estaba particularmente interesado en la linterna mágica, un aparato antecesor del proyector de diapositivas. Creó su propia versión del dispositivo con varias mejoras, la incorporación de lentes ajustables y un sistema de carro móvil que permitía al operador cambiar la medida de la imagen proyectada. También hizo posible proyectar varias imágenes a la vez utilizando más de un control deslizando el cristal pintado. La pantalla resultante tenía un efecto muy fantasmal sobre todo cuando había una atmósfera llena de humo. A través de este operador se tenía la capacidad de manipular imágenes proyectadas en un espacio invisible. En 1799, después de mejorar todavía más el sistema, recibió una patente por su "linterna mágica sobre ruedas", denominándola Fantoscope.
En su versión completa, el Fantoscope es una gran caja de proyección móvil capaz de llevar a cabo simultáneamente dos manipulaciones. En primer lugar, los fundidos cruzados, también denominados "Vistas de fusión" ("vues fondantes") y, en segundo lugar, los travellings por la parte delantera y posterior, hecho por detrás de la pantalla de proyección. La retroproyección es una innovación importante en comparación con el uso tradicional de la linterna mágica. El sistema de iluminación dentro de la caja comprende una o más lámparas ("quinquets") y espejos dispuestos detrás de las fuentes de luz. La linterna está equipada con un tubo óptico de forma cuadrada que contiene un conjunto de lentes ajustables con una cremallera. En su extremo, hay un "ojo de gato", es decir, dos hojas de diafragma, maniobrables por cuerdas o con una pequeña nansa y un botón. Este dispositivo añade el sistema de placas dobles insertadas en el apoyo de la película, en la unión del cuerpo y la lente. Operado con cuerdas, se puede animar los ojos, la lengua o los miembros, como el brazo de un esqueleto que sostiene una daga. Montado sobre raíles o sobre ruedas, el dispositivo tiene que estar completamente oculto detrás de la tela proyección, "una cortina blanca bien tensa, que hay que disimular de la vista de los espectadores con una cortina de tela negra".

## En la actualidad
Unas cuantas compañías teatrales modernas en los Estados Unidos y el Reino Unido escenifican de nuevo espectáculos de proyección de fantasmagorías, especialmente en Halloween.
El videojuego de supervivencia y terror de 1995 "Phantasmagoria" se basa en parte en estas actuaciones. En el juego, se muestran varias escenas retrospectivas de fantasmagorías ficticias realizadas por el mago "Carno". Sin embargo, a diferencia de los espectáculos reales, su naturaleza es mucho más gráfica y violenta.
Walter Benjamin quedó fascinado con la fantasmagoría y la usó como un término para describir la experiencia de las Arcadas en París. En sus ensayos, asoció la fantasmagoría con la cultura mercantil y su experiencia en productos materiales e intelectuales. De esta manera, Benjamin amplió la declaración de Marx sobre los poderes fantasmagóricos de la mercancía. 
La influencia de Phantasmagoria en Disney se puede encontrar en innumerables efectos en las tierras temáticas y atracciones en los parques temáticos, pero es probable que sea más memorable en los efectos prácticos y de proyección de Haunted Mansion (en Disneyland, Walt Disney World y Tokyo Disneyland) y Phantom Manor (en Disneyland Paris), así como espectáculos en vivo como Fantasmic (en Disneyland y Disney's Hollywood Studios), que presentan proyecciones de películas/videos en pantallas de agua.
Del 15 de febrero al 1 de mayo de 2006, la Tate Gallery presentó "The Phantasmagoria" como un componente de su espectáculo "Gothic Nightmares: Fuseli, Blake and the Romantic Imagination". Recreó el contenido de las presentaciones de los siglos XVIII y XIX y evocó con éxito sus gustos de terror y fantasía.
Una serie de fotografías tomadas entre 1977 y 1987 por la fotógrafa y modelo Cindy Sherman se describen como retratando la fantasmagoría del cuerpo femenino. Sus fotografías se incluyen a sí misma como modelo, y la progresión de la serie como un todo presenta el espacio fantasmagórico proyectado sobre y dentro del cuerpo femenino. 
En 2006, David J. Jones descubrió el sitio preciso del espectáculo de Robertson en el convento de los Capuchinos.